# Thomas Thorn
Thomas Thorn (* 10. Februar 1964 in Köln) ist ein deutscher Musiker und Gastronom. Bekannt wurde er in den 1990er Jahren durch musikalische Projekte mit Ingmar Koch (Pierrot Premier, Vermona u. a.)
und ihre gemeinsamen Aktivitäten im Kölner Party und Festivalbereich (Electro Bunker Cologne, Battery Park Festival).
Ebenfalls mit Koch eröffnete er 1996 das Liquid Sky Cologne, betrieb das Sixpack und später die Video-Lounge Sichtbar.

## Leben
Im Alter von 18 Jahren trat Thorn Beyond Good And Bad, der Band seines Bruders Günter Thorn und der Sängerin Amy Kaps, als Keyboarder bei. 15 Jahre lang spielten sie in dieser Konstellation diverse Live-Auftritte in Deutschland. Beyond Good And Bad nahmen mit Mario Tauro 1992 eine EP in den Stuttgarter Mystical Hunters Studios auf. In dieser Zeit produzierte Thorn im eigenen Tonstudio auch andere Künstler und Auftragsarbeiten, unter anderem für den WDR.
1986 begann Thorn in der Kölner Discothek 42 D.P. zu arbeiten, für die er ab 1990 als Manager verantwortlich zeichnete. Mit externen Veranstaltern realisierte er dort die ersten Technoparties (Frequency Rave, Psychothrill u. a.) und lernte so auch den Musiker Ingmar Koch (Air Liquide, Global Electronic Network, Djungle Fever u. a.) kennen. Dieser installierte mit House of Domination einen der ersten festen Clubabende mit internationalen
Techno-DJs in Köln.
1994 begannen Koch und Thorn gemeinsam, elektronische Musik unterschiedlicher Couleur aufzunehmen (Black One, Pierrot Premier, Vermona u. a.) Im selben Jahr erschien ihre erste Veröffentlichung auf dem renommierten Frankfurter Label Force Inc. Music Works. Später folgten Alben auf dem New Yorker Ambient-Label Home Entertainment sowie diverse andere Singles und Maxis (Analog Rec., Temple Rec. NYC, Rising High Rec. u. a.)
1996 eröffneten Koch und Thorn das Liquid Sky Cologne. Ursprünglich geplant als Street- und Clubwear Shop, wurde schließlich daraus eine überregional bekannte Kneipeninstitution für elektronische Musik und Treffpunkt der Kölner Musiker- und DJ-Szene. Darüber hinaus etablierten die beiden im Kölner Kunstwerk die Eventreihe Electro Bunker Cologne und dessen Open-Air-Ausgabe auf dem Gelände des Jugendparks, wo sich während der Musikmesse PopKomm bis zu 6000 Zuschauer auf den Rheinwiesen einfanden. Das Battery Park Festival schließlich präsentierte über 10 Tage lokale und internationale Künstler in größeren Locations (Stadthalle Mülheim, Rhenania) sowie kleinen Musikclubs.
2001 eröffnete Thorn mit S. Pinnow die Sichtbar, eine innovative Lounge mit Videoinstallationen, die als Spielstätte für Kölner Video-Crews diente. Bis 2009 war Thorn weiterhin in der Eventszene tätig, z. B. für die c/o pop und das Kulturamt der Stadt Köln und als Manager von Musikclubs.

## Diskografie (Auswahl)

### Alben
- 1994: Vermona: Vermona (Home Entertainment)
- 1996: Pierrot Premier: Orange Clouds over Battery Park (Home Entertainment)

### Singles und EPs
- 1994: Black One – Electronic Percussion E.P. (Force Inc. Music Works)
- 1995: Black One: Digital Percussion (Temple Records N.Y.C. Inc.)
- 1995: Red Light District London: Red Light District London (Rising High Records)
- 1995: Pierrot Premier: Painkiller Pilot Plant (XXC3)
- 1995: X-911: Les Champs Magnetique (Rising High Records)
- 1996: Rei$$dorf Force: Kölsch (Analog Records USA)